# Dia Mundial de la Sida
El Dia Mundial de la Sida se celebra el 1r de desembre cada per recordar i donar suport a totes les persones que d’una manera o d’una altra s'han vist afectades pel virus de la immunodeficiència humana (VIH). És una iniciativa James W. Bunn i Thomas Netter, del Programa Mundial de la Organització Mundial de la Salut (OMS) que va començar el 1988.

## Temes

El llaç vermell és un símbol de solidaritat amb les persones amb SIDA i els seus familiars.

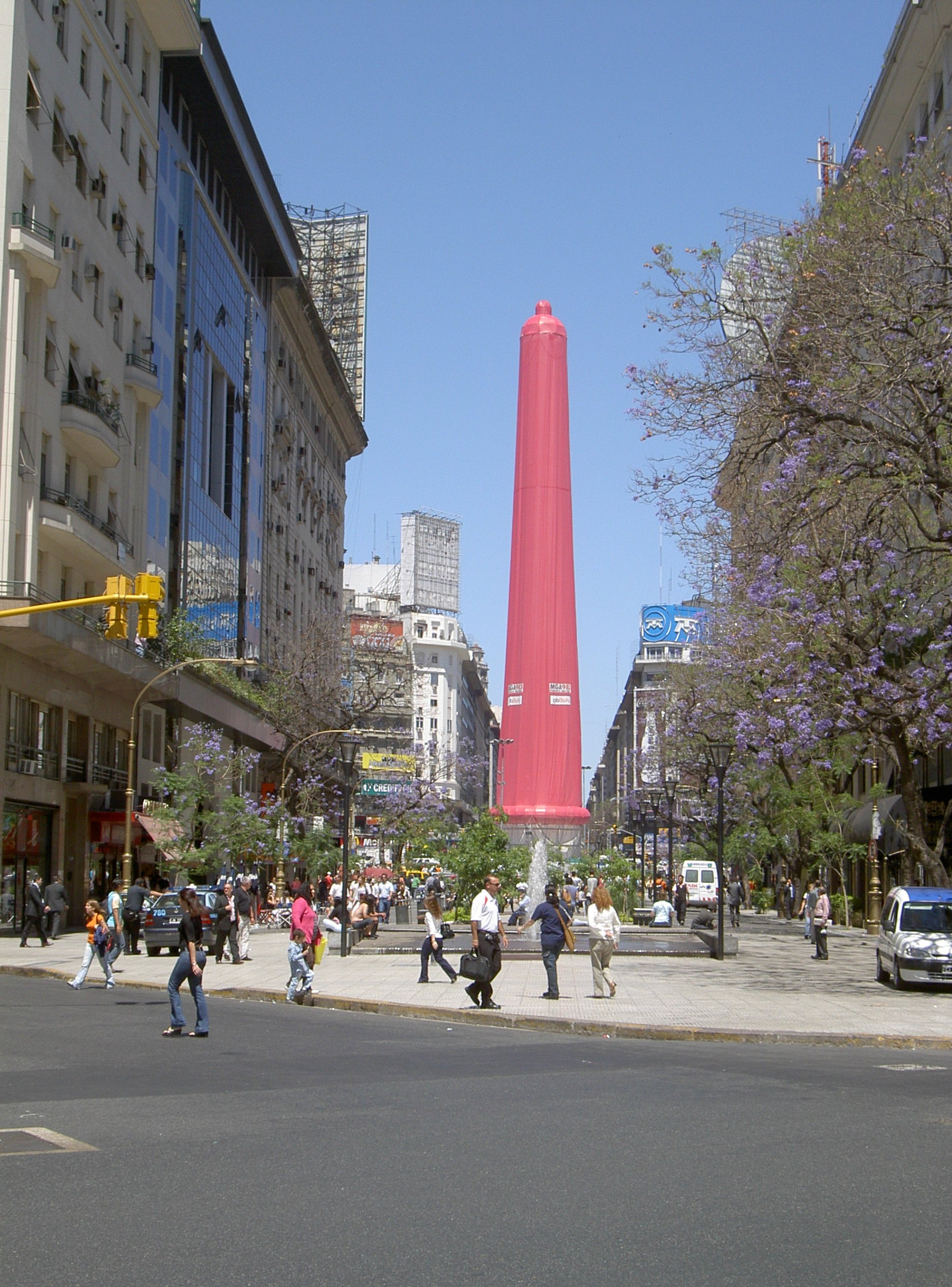
Un condó de 67 metres a l'Obelisc de Buenos Aires (Argentina), instal·lat per commemorar el dia Internacional de la Sida

Cada any la OMS tria un tema de campanya, que les comunitats locals adapten  
- 2024:
- 2023: Som comunitat, som comité[6][2]
- 2022: Igualar[7]
- 2021: Superem les desigualtats en comunitat.[8][2]
- 2020: Drets plens de VIHda.[9][2]
- 2019: El pacte social és VIHda.[10][2]
- 2018: Camins de superVIHvència.[11][2]
- 2017: VIH-SIDA Una qüestio de… drets[2]
- 2016: Estigma o estima, tu decideixes.[2]